# Hansa-Heemann
Die Hansa-Heemann AG ist ein Hersteller und Anbieter von Mineralwasser und Erfrischungsgetränken mit Hauptsitz in Rellingen.

## Unternehmensprofil
Der Konzern umfasst neben der Hansa-Heemann AG die Hansa-Heemann Vertriebsgesellschaft mbH, die Hansa Mineralbrunnen GmbH und die lehja personalmanagement gmbh.
Die Herstellung erfolgt deutschlandweit über die Produktionswerke. Die Vermarktung erfolgt national und international über die klassischen Vertriebskanäle, also den Lebensmitteleinzelhandel, den Getränkefachgroßhandel als auch über die Gastronomie. Es werden Mineralwässer und Erfrischungsgetränke verschiedener Sorten und in unterschiedlichen Gebindegrößen produziert und unter Handels- und Eigenmarken vertrieben. Die Hauptmarken sind hella, die Fürst Bismarck Quelle sowie Sankt Michaelis. Seit 2012 produziert das Unternehmen auch Markenprodukte im Auftrag von internationalen Anbietern.
Produkte sind unter anderem Mineralwasser, Schorlen, Limonaden, Sport- und Energydrinks und Fruchtsaft- und Teegetränke, Cola, Vitamingetränke, Isotonische Getränke, Eistee und Near-Water-Produkte.

## Geschichte
Das Unternehmen wurde 1973 als Nord Getränke GmbH & Co. KG gegründet. 1977 erfolgte der Eintritt der Holsten-Brauerei AG als Kommanditist. 1986 wurden Anteile an der Ernst Heemann Mineralbrunnen Beiseförth GmbH & Co. KG erworben. 1995 firmierte das Unternehmen in Emig AG um. Die bis dahin noch produzierten Fruchtsäfte wurden im Jahr 2000 ausgegliedert.
2001 erfolgte die Firmierung als Hansa-Brunnen AG. Nach der Übernahme der Ernst Heemann Mineralbrunnen Beiseföhrt GmbH & Co. KG im Jahr 2004 firmierte das Unternehmen unter dem heutigen Namen Hansa-Heemann AG und die Familie Lange wurde alleiniger Eigentümer.
2007 fand die Inbetriebnahme des Werkes Bruchsal und der Aufbau der aseptischen Abfüllung statt. Ein Jahr später wurde die Sparte Verpackung aufgebaut. 2014 wurde das Werk Bruchsal mit der Installation zwei neuer Anlagen ausgebaut. Im Jahr 2017 übernahm das Unternehmen vom Nestlé-Konzern die Fürst-Bismarck-Quelle in Reinbek.
Die Hansa-Heemann AG produziert Handelsmarken für Discounter in Deutschland, Polen, Dänemark, den Niederlanden und der Schweiz.
Im Juli 2021 wurde das Unternehmen vom niederländischen Getränkehersteller Refresco übernommen.

## Gesellschafter und Beteiligungen
Alleinige Eigentümerin des Unternehmens Hansa-Heemann war bis 2021 Ursula Lange, eine der beiden Töchter von Friedrich Jungheinrich, dem Gründer des gleichnamigen Konzerns Jungheinrich. Aufsichtsratsvorsitzender ist Wolff Lange, der Sohn von Ursula Lange.
Das Unternehmen hält jeweils 100 % Anteile der Hansa-Heemann Vertriebsgesellschaft mbH, der Hansa Mineralbrunnen GmbH sowie der Lehja Personalmanagement GmbH, der EFG-Getränke GmbH (Hamburg), der Fürst-Bismarck-Quelle und der Jakobus Getränke GmbH.

## Standorte
Die Zentrale befindet sich in Rellingen, wo die Unternehmensplanung und -steuerung stattfindet. In Aumühle (Sachsenwald bei Hamburg) erfolgt die Abfüllung von Produkten der Fürst-Bismarck-Quelle. Durch das Werk in Bruchsal (Baden-Württemberg) und Kloster Lehnin (Nähe Berlin) wird die deutschlandweite Verbreitung der Produkte erleichtert. An dem Standort in Löhne (Nordrhein-Westfalen) befindet sich Tiefenwasser des Weserberglandes als Quelle.
Die Quelle von hella und St.Michaelis befindet sich in Trappenkamp (Schleswig-Holstein), wo ebenfalls die Abfüllung erfolgt.

## Unternehmenszertifizierung
Die Unternehmenszertifizierung erfolgt zum einen durch SMETA (Sendex Members Ethical Trade Audit) in Bezug auf Arbeitsbedingungen, Arbeitssicherheit und Hygiene sowie das Umweltmanagement. Außerdem führt Hansa-Heeman das Label „Logib-D“ (Lohngleichheit im Betrieb-Deutschland) und nimmt erfolgreich am Prämiensystem der Berufsgenossenschaft Nahrungsmittel und Gastgewerbe teil.